# ダニー・シュガーマン
ダニエル・スティーヴン・シュガーマン（Daniel Stephen Sugerman 1954年10月11日 - 2005年1月5日）は、ロックバンドザ・ドアーズのマネージャー。ジム・モリソンとザ・ドアーズの本を書いている。ジム・モリソンの死後の1971年から参加している。
2005年に肺癌のため死去。ウエストウッド・メモリアルパークに埋葬された。

## 著作
- No One Here Gets Out Alive (1980)
- The Doors (1983)
- The Doors, the Illustrated History (1983)
- Wonderland Avenue: Tales of Glamour and Excess (1991)
- Appetite for Destruction: The Days of Guns n' Roses (1991)